# Moritz Hofmann

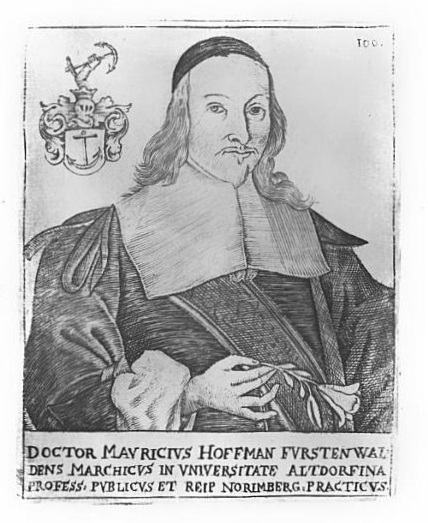
Mauritius Hoffmann. Aus: Martin Friedrich Seidels Bilder-Sammlung. Berlin 1751

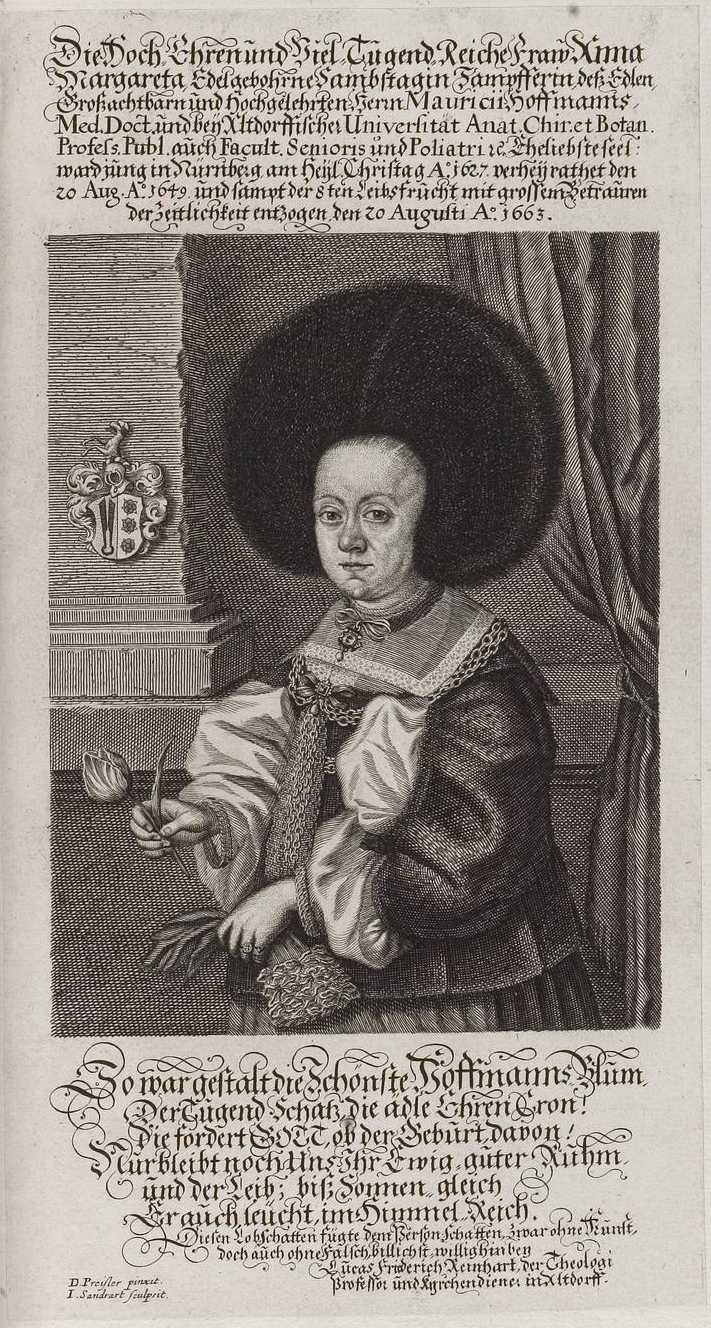
Ehefrau Anna Margareta

Moritz Hofmann auch: Hoffmann (* 20. September 1621 in Fürstenwalde; † 20. April 1698 in Altdorf bei Nürnberg) war ein deutscher Mediziner.

## Leben
Moritz Hofmann war Sohn des Bürgermeisters David Hofmann und dessen Ehefrau Anna Nößler, Tochter des Berliner Hofpredigers Martin Nößler (1554–1608). Nach dem Tod der Eltern wurde er von seinem Onkel Georg Nößler in Altdorf erzogen und studierte hier und in Padua Medizin. 1641 entdeckte er nach eigener Aussage als Student in Padua bei der Sektion eines Truthahns den Ausführungsgang der Bauchspeicheldrüse (Ductus pancreaticus) und teilte dies seinem Lehrer Johann Georg Wirsung mit, der diesen ein Jahr später auch bei einer menschlichen Leiche in Padua fand. Da Hofmann seine Entdeckung niemals publizierte, ist Wirsung nach Meinung der meisten Medizinhistoriker der Erstbeschreiber des Ductus pancreaticus.
1648 wurde Hofmann in Altdorf Professor für Medizin und 1653 auch für Botanik. 1655 hielt er die erste öffentliche Anatomie in Altdorf ab. Nebst dem Bau des anatomischen Theaters gründete Moritz Hofmann ein chemisches Laboratorium in Altdorf.
1649 heiratete er Anna Margaretha Samstag (1627–1663). Der Sohn Johann Moritz (1653–1727) wurde ebenfalls Professor der Anatomie, Chemie und Botanik in Altdorf.

## Werke
- Florae Altdorffinae deliciae hortenses sive catalogus plantarum horti medici quibus auctior erat MDCLX. Altdorffii : G. Hagen, 1660. Digitalisierte Ausgabe der Universitäts- und Landesbibliothek Düsseldorf
- Florae Altdorffinae Deliciae sylvestres sive Catalogus Plantarum in Agro Altdorffino Locisque vicinis sponte nascentium : cum synonymis Auctorum, Designatione Locorum, atq. Mensium, quibus vigent, Lapidumq. ac Fungorum observatorum Historia. Altdorffi : G. Hagen, 1662. Digitalisierte Ausgabe der Universitäts- und Landesbibliothek Düsseldorf